# ملعب أنطونيو كروز
ملعب أنطونيو كروز (Estádio Antônio Cruz) هو ملعب متعدد الأغراض في فورتاليزا، سيارا، البرازيل. يستخدم في الغالب لمباريات كرة القدم، ويتسع لـ 3000 شخص كحد أقصى.